# Vlechtsels

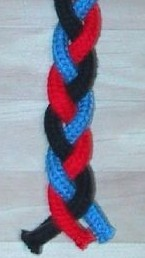
Kleinste vlecht

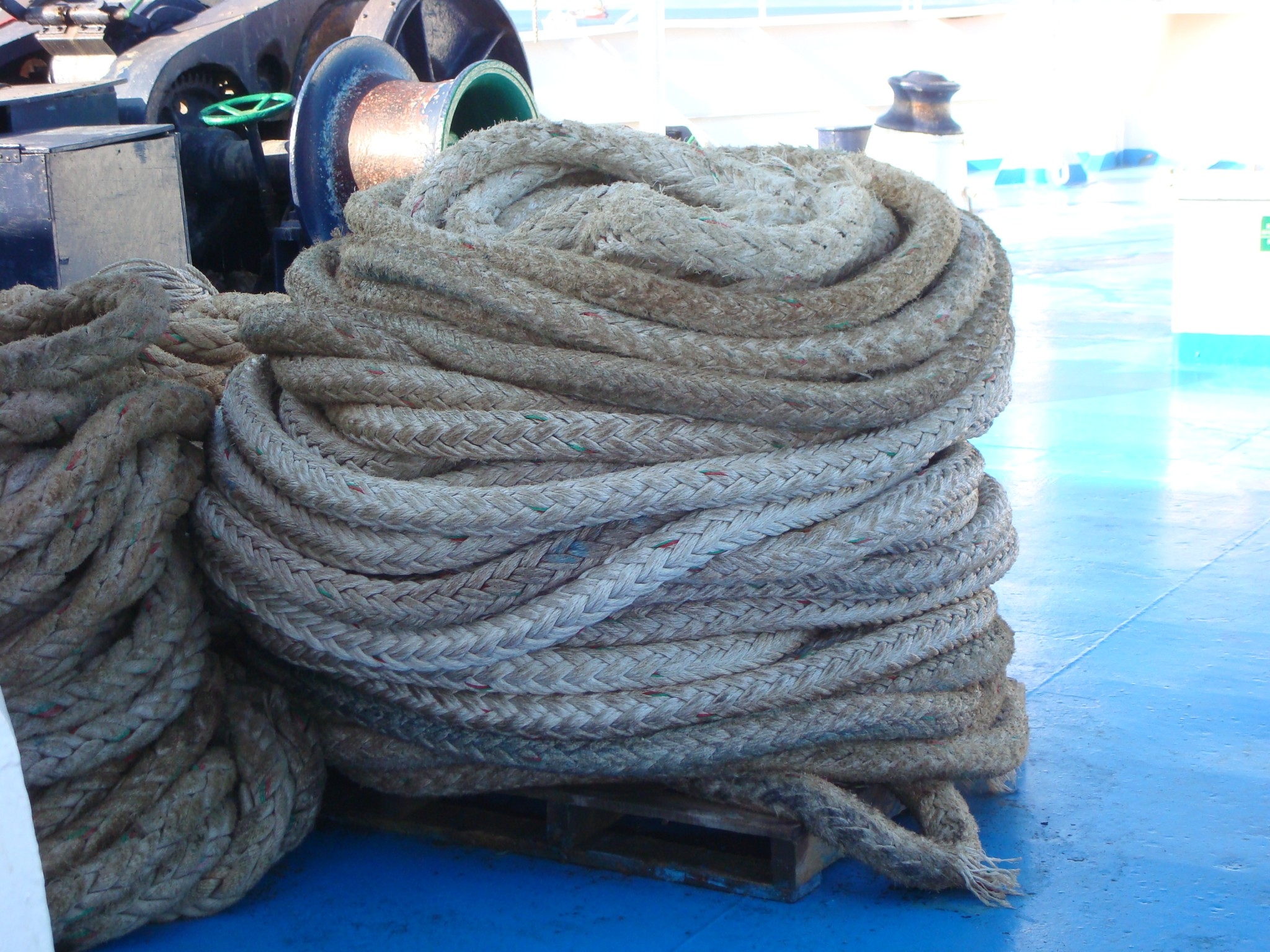
Scheepstros

Vlechtsels worden in de industrie worden op vlechtmachines gemaakt. Overeenkomsten tussen al deze vlechtsels zijn:
- een diagonaal verloop van de meeste draden
- een geringe breedte vergeleken met weefsels.

Voor de gebruikte bindingen zie Binding (textiel)
Grote toepassingsgebieden zijn onder andere:
- toebehoren voor kleding en schoeisel zoals zigzag band, elastiek, bretels en veters.
- toebehoren voor de woninginrichting zoals band en kant.
- de elektro industrie met als toepassingen afscherming van elektrische velden, isolatie en voor aarding.
- technische toepassingen zoals touwen, kabels, netten en kunststofversterking.

Naar de vorm kan men de volgende types onderscheiden 
- plat vlechtsel
- rond (hol) vlechtsel
- speciaal vlechtsel zoals knoopsgatenband en kant
- massief of driedimensionaal vlechtsel

Platte vlechtsels worden vooral gebruikt in textiele en decoratieve toepassingen. Ronde vlechtsels worden als beschermend omhulsel voor touwen en kabels, als versterking in slangen en dergelijke gebruikt. Massieve en driedimensionale vlechtsels vinden vooral toepassing in pakkingen, isolatie en in kunststofversterking.